# Agora (mercat en línia)
Àgora era un mercat de la web fosca que operava a la xarxa Tor, llançat el 2013 i tancat l'agost del 2015.
Àgora no es va veure afectada per l'operació Onymous, la confiscació del novembre de 2014 de diversos llocs web de la web fosca (sobretot Silk Road 2.0). Després que Evolution tanqués en una estafa exit scam el març de 2015, Agora el va substituir com el mercat de la xarxa fosca més gran.
D'octubre de 2014 a gener de 2015, el col·lectiu d'art ! Mediengruppe Bitnik va explorar la cultura de la xarxa fosca en una exposició a Suïssa titulada The Darknet: From Mems to Onionland, mostrant les compres de Random Darknet Shopper, una compra en línia automatitzada amb un robot que va gastar 100 dòlars en bitcoins per setmana a Agora. L'objectiu era examinar qüestions filosòfiques al voltant de la xarxa fosca, com ara la culpabilitat legal d'un programari o robot. L'exposició de les compres del robot, formaren un paisatge de mercaderies comercialitzades que incloïa una bossa de deu dosis de 120 mg de píndoles d'èxtasi "sense merda dins" (que contenien 90 mg de MDMA), i es va organitzar al costat d'una comissaria de policia prop de Zúric.
L'agost de 2015, els administradors d'Agora van publicar un missatge signat PGP anunciant una pausa de les operacions per protegir el lloc contra possibles atacs que creuen que es podrien utilitzar per desanonimitzar les ubicacions del servidor:
| « | (anglès) Recently research had come [sic] that shed some light on vulnerabilities in Tor Hidden Services protocol which could help to deanonymize server locations. Most of the new and previously known methods do require substantial resources to be executed, but the new research shows that the amount of resources could be much lower than expected, and in our case we do believe we have interested parties who possess such resources. We have a solution in the works which will require big changes into our software stack which we believe will mitigate such problems, but unfortunately it will take time to implement. Additionally, we have recently been discovering suspicious activity around our servers which led us to believe that some of the attacks described in the research could be going on and we decided to move servers once again, however this is only a temporary solution. At this point, while we don't have a solution ready it would be unsafe to keep our users using the service, since they would be in jeopardy. Thus, and to our great sadness we have to take the market offline for a while, until we can develop a better solution. This is the best course of action for everyone involved. | (català) Recentment hi havia hagut una investigació [sic] que va donar una mica de llum sobre les vulnerabilitats del protocol Tor Hidden Services que podrien ajudar a desanonimitzar les ubicacions del servidor. La majoria dels mètodes nous i coneguts anteriorment requereixen recursos substancials per executar-se, però la nova investigació mostra que la quantitat de recursos podria ser molt inferior a l'esperada, i en el nostre cas creiem que tenim parts interessades que posseeixen aquests recursos. Tenim una solució en procés que requerirà grans canvis a la nostra pila de programari que creiem que mitigaran aquests problemes, però malauradament trigarà temps a implementar-se. A més, recentment hem estat descobrint activitat sospitosa al voltant dels nostres servidors que ens va fer creure que alguns dels atacs descrits a la investigació podrien estar produint-se i vam decidir tornar a moure servidors, però aquesta és només una solució temporal. En aquest moment, encara que no tinguem una solució preparada, seria insegur mantenir els nostres usuaris utilitzant el servei, ja que estarien en perill. Així, i per a la nostra gran tristesa, hem de desconnectar el mercat durant un temps, fins que puguem desenvolupar una solució millor. Aquest és el millor curs d'acció per a tots els implicats. | » |
| — | | |   |

Després del tancament d'Agora, la major part de l'activitat es va traslladar al mercat de la xarxa fosca AlphaBay, que va durar fins al seu tancament per part de les forces de l'ordre el juliol de 2017.
Agora no s'ha de confondre amb Agora Road (que és un lloc web completament diferent).